# Union démocratique bosniaque
Pour les articles homonymes, voir Union démocratique.
L'Union démocratique bosniaque (en serbe cyrillique : Бошњачка демократска заједница ; en serbe latin et en bosnien : Bošnjačka demokratska zajednica ; en abrégé : BDZ) est un parti politique serbe fondé en 2010. Il a son siège à Novi Pazar et est présidé par Emir Elfić.
L'Union se donne comme mission de défendre les intérêts des Bosniaques de la région du Sandjak.

## Activités électorales
Lors des élections législatives serbes de 2012, Emir Elfić, le président de l'Union démocratique bosniaque, emmène la coalition Tous ensemble. L'alliance recueille 24 993 voix, soit 0,64 % des suffrages. Emir Elfić devient député à l'Assemblée nationale de la République de Serbie au titre de la représentation des minorités nationales.